# Jimera de Líbar
Jimera de Líbar település Spanyolországban, Málaga tartományban. Jimera de Líbar Alpandeire, Atajate, Benadalid, Cortes de la Frontera és Benaoján községekkel határos. Lakosainak száma 398 fő (2024).

## Népesség
A település népessége az elmúlt években az alábbi módon változott:
| Lakosok száma | 378  | 410  | 470  | 457  | 463  | 414  | 396  | 372  | 403  | 398  |
|               | 2001 | 2004 | 2007 | 2009 | 2012 | 2014 | 2017 | 2019 | 2022 | 2024 |